# Мухарем Ћена
Мухарем Ћена (алб. Muharrem Qena; Косовска Митровица, 1930 — Приштина, 2006) је албански глумац, режисер, писац и певач.

## Биографија
Гимназију је завршио у Приштини, а курс за редитеља у Београду. У Покрајинско народно позориште довео га је Милутин Јаснић у настојању да оформи Албанску драму 1948. године. Режирао је више од 200 позоришних представа.
Његова најбоља режија је представа „Ервехеја“, рађена према драматизацији Ахмета Ћирезија истоимене романтичарске поеме Мухамеда Ћамија, у ликовно-сценографској опреми Велизара Србљановића. Музику за њу компоновао је Реџо Мулић. Премијера је изведена 11. новембра 1966. године. Имала је изузетан одјек у јавности, на Сусретима професионалних позоришта Србије добила је Специјалну награду и учествовала на Стеријином позорју 1968. године, доневши Мухарему Ћени награду за режију, потом је гостовала широм Југославије и у Албанији. Та представа је до данас најзначајнији датум у историји Албанске драме.
Ћена је режирао документарне филмове и ТВ драме, а као глумац играо је, на почетку своје каријере, у представама Српске и Албанске драме Покрајинског народног позоришта у Приштини и у неколико филмова снимљених на Косову и Метохији. Аутор је и неколико песама.